# Full Force
Full Force – studyjny jazzowy album Art Ensemble of Chicago nagrany w styczniu 1980 r. i wydany w tym samym roku przez firmę ECM w ramach serii Touchstones.

## Historia i charakter albumu
Full Force jest drugim albumem nagranym dla firmy ECM Manfreda Eichera. Dla tej firmy Art Ensemble of Chicago nagrał cztery albumy. Pierwszym był Nice Guys, trzecim – dwudyskowe wydawnictwo koncertowe Urban Bushmen, a czwartym – The Third Decade. Full Force został nagrany w kwintecie, w stałym składzie grupy i zawierał 5 kompozycji, z których pierwsza – „Magg Zelma” Favorsa trwała prawie 20 minut i razem z 46-sekundową „Care Free” zajmowała całą pierwszą stronę analogowego wydania.
Po wydaniu album spotkał się z entuzjastycznym przyjęciem: został wybrany Albumem Roku przez magazyn Stereo Review, tygodnik Melody Maker i w głosowaniu krytyków magazynu Down Beat. Został także nagrodzony „Prix Diamant du Disque de Montreux”. Chris Kelsey w swoim eseju dla AllMusic „Free Jazz: a Subjective History” umieścił go wśród 20 najistotniejszych albumów jazzowych.
Album zawiera muzykę, której elementy to typowa zabawa grupy z dźwiękami i rytmami w rozpiętości od całkowitej anarchii, poprzez free jazz, do konserwatywnego pastiszu „Charlie M” Bowiego. Album ten uważany jest za najbardziej dostępny dla początkujących słuchaczy.

## Muzycy
- Lester Bowie – trąbka
- Roscoe Mitchell – saksofony: sopranowy, altowy, tenorowy, barytonowy i basowy, piccolo, flet, klarnet, gongi, dzwonki, kongi [lewy kanał]
- Joseph Jarman – saksofony: sopranino, sopranowy, altowy, tenorowy, barytonowy i basowy, klarnet basowy, klarnet, fagot, piccolo, flet, flet altowy, muszla, wibrafon, czelesta, gongi, kongi, gwizdki [prawy kanał]
- Malachi Favors Maghostut – kontrabas, instrumenty perkusyjne, melodica, wokal
- Famoudou Don Moye – „Sun percussion” (perkusja, dzwonki, klaksony, kongi, kotły, bongosy, gongi, muszla, gwizdki, drewniane tablice, cowbell)

## Spis utworów
| 1. | Magg Zelma (Malachi Favors)                     | 19:50 |
|    |                                                 |       |
| 2. | Care Free (Roscoe Mitchell)                     | 0:46  |
|    |                                                 |       |
| 3. | Charlie M (Lester Bowie)                        | 9:17  |
|    |                                                 |       |
| 4. | Old Time Southside Street Dance (Joseph Jarman) | 5:11  |
|    |                                                 |       |
| 5. | Full Force (Art Ensemble of Chicago)            | 7:24  |
|    |                                                 |       |
|    |                                                 | 42:28 |
|    |                                                 |       |

## Opis płyty
- Producent – Manfred Eicher
- Data nagrań – styczeń 1980
- Miejsce nagrania – Columbia Recording Studios, Nowy Jork
- Inżynier nagrywający – David Baker
- Miksujący inżynier – Martin Wieland
- Fotografia na okładce – Tadayuki Naitoh
- Fotografia ściany i projekt – Dieter Rehm
- Czas – 42:48
- Firma nagraniowa – ECM (1980) Niemcy
- Numer katalogowy – 1167